# Danh sách tập phim Fairy Tail (mùa 4)
Đây là mùa 4 anime Fairy Tail anime của đạo diễn Ishihira Shinji, sản xuất bởi A-1 Pictures và Satelight.
Mùa này bắt đầu phát sóng từ 15 tháng 10 năm 2011 đến 7 tháng 4 năm 2012 trên TV Tokyo. 7 DVD mỗi đĩa gồm 4 tập cũng đã được Pony Canyon phát hành từ 7 tháng 3 đến 5 tháng 9 năm 2012.
Mùa này sử dụng 6 bài hát chủ đề: 3 bài mở đầu và 3 bài kết thúc. Bài mở đầu tiên là "Towa no Kizuna" (永久のキズナ "Everlasting Bond") do Daisy x Daisy thể hiện được sử dụng cho đến tập 111, "I Wish" do Milky Bunny thể hiện cho đến tập124, và "Hajimari no Sora" (はじまりの空 "Beginning Sky") do +Plus thể hiện. Các bài kết thúc gồm "Kono Te Nobashite" (この手伸ばして "Reach Out This Hand"), "Boys Be Ambitious", được thể hiện bởi Hi-Fi Camp,và "Glitter (Starving Trancer Remix)" được Another Infinity thể hiện.

## Danh sách tập
| SL# | Tên tập phim                                                                                           | Ngày phát sóng gốc        | Ngày phát sóng bằng tiếng Việt |
| --- | --- | ------------------------- | ------------------------------ |
| 101 | "Hắc ma đạo sĩ" "Kuro Madōshi" (黒魔導士)                                                              | ngày 15 tháng 10 năm 2011 | 30 tháng 3 năm 2016            |
| 102 | "Linh hồn sắt" "Tetsu no Tamashii" (鉄の魂)                                                            | ngày 22 tháng 10 năm 2011 | 31 tháng 3 năm 2016            |
| 103 | "Đòn tấn công của Makarov" "Shingeki no Makarofu" (進撃のマカロフ)                                     | ngày 29 tháng 10 năm 2011 | 1 tháng 4 năm 2016             |
| 104 | "Ma pháp di thất" "Rosuto Majikku" (失われた魔法（ロスト・マジック）)                                  | ngày 5 tháng 11 năm 2011  | 4 tháng 4 năm 2016             |
| 105 | "Hỏa long đấu với hỏa thần" "Karyū vs. Enjin" (火竜 vs. 炎神)                                          | ngày 12 tháng 11 năm 2011 | 5 tháng 4 năm 2016             |
| 106 | "Thế giới của ma thuật vĩ đại" "Dai Mahō Sekai" (大魔法世界)                                           | ngày 19 tháng 11 năm 2011 | 6 tháng 4 năm 2016             |
| 107 | "Hồi quang phản chiếu" "Gugen no Āku" (具現のアーク)                                                   | ngày 26 tháng 11 năm 2011 | 7 tháng 4 năm 2016             |
| 108 | "Cánh cổng nhân loại" "Ningen no Tobira" (人間の扉)                                                    | ngày 3 tháng 12 năm 2011  | 8 tháng 4 năm 2016             |
| 109 | "Lucy bùng cháy" "Rūshii Faia" (ルーシィファイア)                                                      | ngày 10 tháng 12 năm 2011 | 11 tháng 4 năm 2016            |
| 110 | "Sự tuyệt vọng tột cùng" "Zetsubō no Fukurokōji" (絶望の袋小路)                                        | ngày 17 tháng 12 năm 2011 | 12 tháng 4 năm 2016            |
| 111 | "Giọt nước mắt tình yêu và sự sống" "Ai to Katsuryoku no Namida" (愛と活力の涙)                        | ngày 24 tháng 12 năm 2011 | 13 tháng 4 năm 2016            |
| 112 | "Một điều đã không thể nói ra" "Ienakatta Hitokoto" (言えなかった一言)                                 | ngày 7 tháng 1 năm 2012   | 14 tháng 4 năm 2016            |
| 113 | "Thiên lang thụ" "Tenrō-ju" (天狼樹)                                                                   | ngày 14 tháng 1 năm 2012  | 15 tháng 4 năm 2016            |
| 114 | "Erza đấu với Azuma" "Eruza vs. Azuma" (エルザ vs. アズマ)                                             | ngày 21 tháng 1 năm 2012  | 18 tháng 4 năm 2016            |
| 115 | "Ý chí đóng băng" "Kogoeru Tōshi" (凍える闘志)                                                         | ngày 28 tháng 2 năm 2012  | 19 tháng 4 năm 2016            |
| 116 | "Sức mạnh của sự sống" "Seinaru Chikara" (生なる力)                                                    | ngày 4 tháng 2 năm 2012   | 20 tháng 4 năm 2016            |
| 117 | "Tiếng sét" "Raimei Hibiku" (雷鳴響く)                                                                 | ngày 11 tháng 2 năm 2012  | 21 tháng 4 năm 2016            |
| 118 | "Người không mang hội ấn" "Monshō o Kizamanu Otoko" (紋章を刻まぬ男)                                   | ngày 18 tháng 2 năm 2012  | 22 tháng 4 năm 2016            |
| 119 | "Lĩnh vực uyên thâm" "Shin'en no Ryōiki" (深淵の領域)                                                  | ngày 25 tháng 2 năm 2012  | 25 tháng 4 năm 2016            |
| 120 | "Bình minh trên thiên lang đảo" "Akatsuki no Tenrō-jima" (暁の天狼島)                                  | ngày 2 tháng 3 năm 2012   | 26 tháng 4 năm 2016            |
| 121 | "Tư cách yêu thương" "Ai Suru Shikaku" (愛する資格)                                                    | ngày 9 tháng 3 năm 2012   | 27 tháng 4 năm 2016            |
| 122 | "Nắm chặt tay nhau" "Te o Tsunagō" (手をつなごう)                                                      | ngày 16 tháng 3 năm 2012  | 28 tháng 4 năm 2016            |
| 123 | "Fairy Tail năm X791" "Nanahyaku-kyūjū-ichi-nen: Fearī Teiru" (X791年・妖精の尻尾（フェアリーテイル）) | ngày 23 tháng 3 năm 2012  | 29 tháng 4 năm 2016            |
| 124 | "Bảy năm trống vắng" "Kūhaku no Nana-nen" (空白の7年)                                                  | ngày 31 tháng 3 năm 2012  | 2 tháng 5 năm 2016             |
| 125 | "Khiêu vũ ma pháp" "Mahō Butōkai" (魔法舞踏会)                                                         | ngày 7 tháng 4 năm 2012   | 3 tháng 5 năm 2016             |